# Pogonia
Pogonia ist eine Gattung aus der Familie der Orchideen (Orchidaceae). Sie enthält sechs Arten, die im östlichen Nordamerika und in Ostasien beheimatet sind.

## Beschreibung
Pogonia sind kleine, krautige, ausdauernde Pflanzen. Sie besitzen ein unterirdisches, dünnes, behaartes Rhizom, an dem die dünnen Wurzeln sitzen. Der Spross ist aufrecht und hohl. Er trägt ein einzelnes Blatt. Dieses ist oval bis lanzettlich, etwas fleischig, netzförmig geadert.
Der endständige Blütenstand besteht meist aus nur einer, gelegentlich aus zwei oder drei Blüten. Das Tragblatt ist groß und laubblattartig. Die Blüten sind resupiniert, die Farbe ist generell rosa, mit weißen und gelben Anteilen. Die Blütenblätter sind nicht miteinander verwachsen. Die drei Sepalen sind oval und weit ausgebreitet. Die Petalen weisen nach vorne und formen über der Säule eine Blütenröhre. Die Lippe ist ungelappt, der vordere Rand ist gefranst, auf der Lippe befinden sich dichte, gelb gefärbte Anhängsel. Die Säule ist schlank, an der Basis befinden sich zwei undeutliche Drüsen, am Ende trägt sie das Staubblatt. Das gegenüber der Säulenachse herabgebogene Staubblatt ist haubenartig von Gewebe der Säule (Klinandrium) umgeben, welches unregelmäßig gezähnt endet. Das Staubblatt enthält in zwei Kammern den Pollen, der lose als einzelne Pollenkörner (Monaden) vorliegt. Die Kapselfrucht steht aufrecht, sie enthält zahlreiche, spindelförmige Samen. Diese sind gut einen Millimeter lang und 0,15 Millimeter breit. Die Samenschale wird von wenigen, extrem langgestreckten (bis 0,9 Millimeter) Zellen gebildet.
Die Chromosomenzahl beträgt 2n = 18, für Pogonia japonica liegen unterschiedliche Zählungen von 2n = 18, 2n = 20 bis 2n = 23, gelegentlich sogar 36, 62 oder 68 vor.

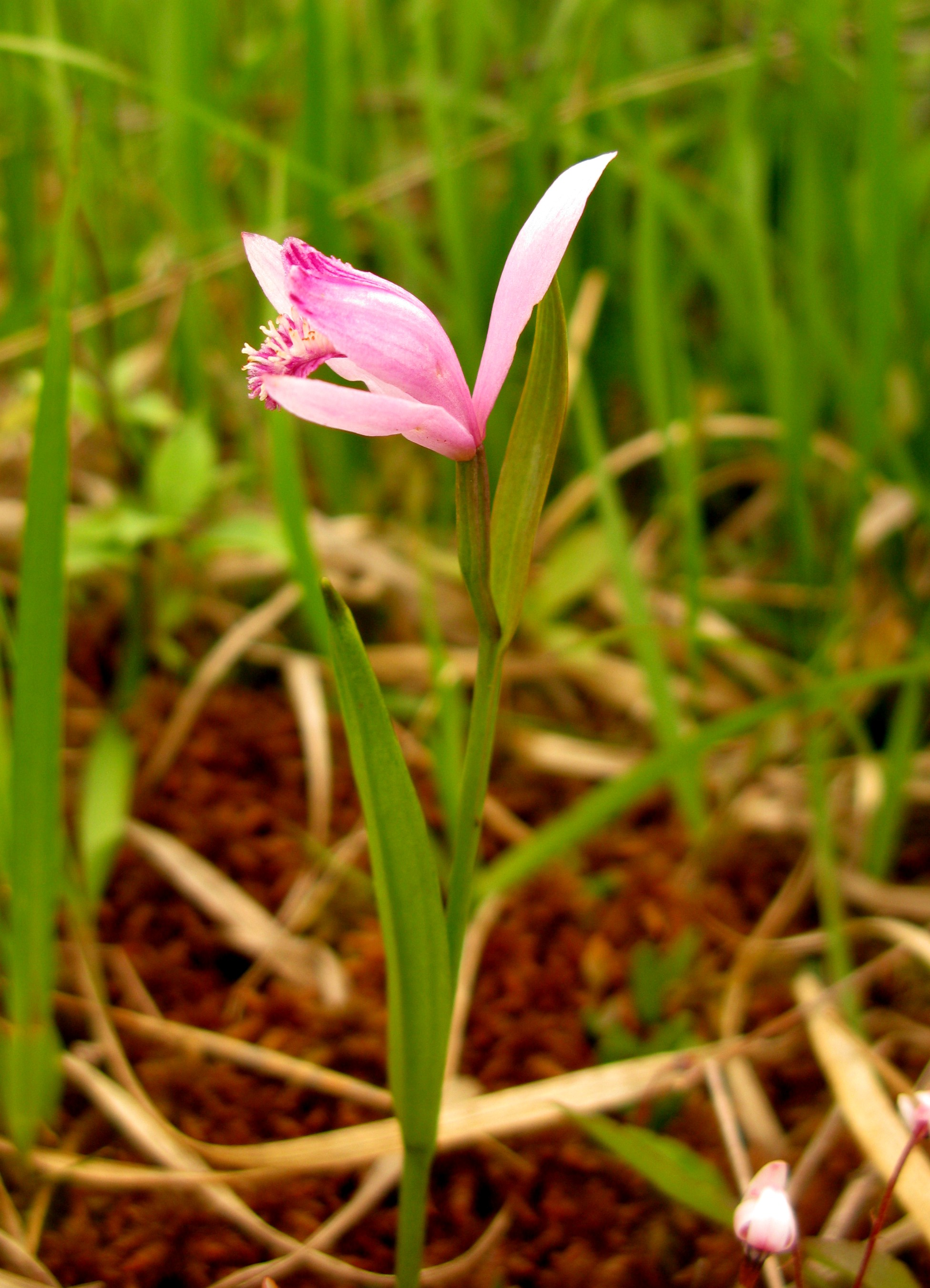
Pogonia japonica

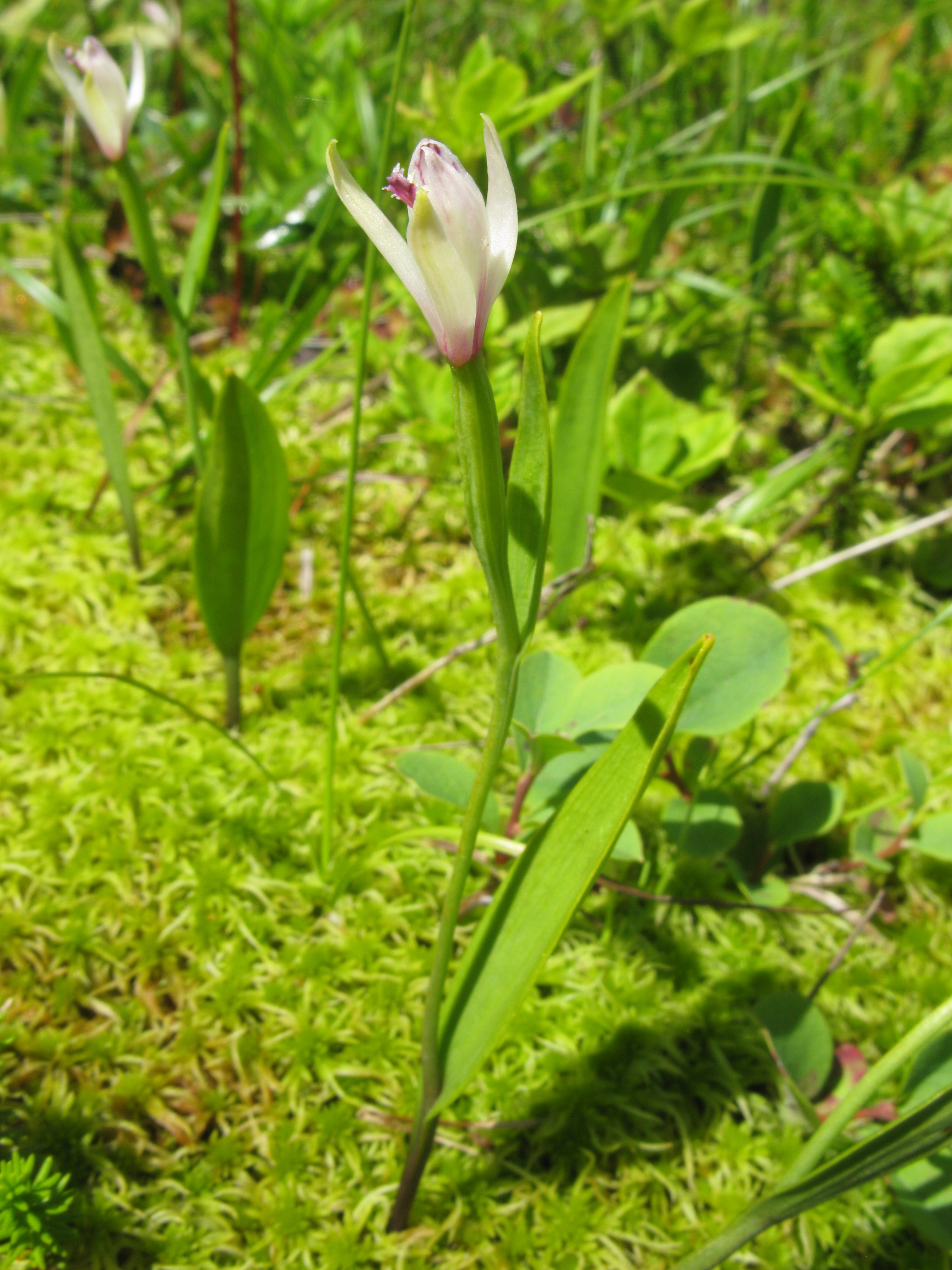
Pogonia minor

## Vorkommen
Pogonia ist im östlichen Nordamerika und in Ostasien verbreitet. Sie wachsen meist an offenen, sonnigen Standorten, häufig an feuchten bis nassen, zeitweise überschwemmten Stellen.

## Systematik und botanische Geschichte
Pogonia wird innerhalb der Unterfamilie Vanilloideae in die Tribus Pogonieae eingeordnet. Nah verwandt sind sie mit Isotria und den nordamerikanischen Cleistes (auch als Cleistesiopsis bezeichnet).
Pogonia wurde erstmals 1789 von Antoine-Laurent de Jussieu in Genera Plantarum (Jussieu) Site 65 erstbeschrieben. Der Name Pogonia kommt vom griechischen πώγων pogon, „Bart“, und bezieht sich auf die dicht mit Anhängseln besetzte Lippe. Typusart ist Pogonia ophioglossoides.
Die Arten der Gattung Pogonia sind:
- Pogonia japonica Rchb.f. (Syn.: Pogonia kungii Tang & F.T.Wang, Pogonia parvula Schltr.): Sie kommt vom fernöstlichen asiatischen Russland bis China und Japan vor.[1]
- Pogonia minor (Makino) Makino: Sie kommt in Korea, Japan, Taiwan und der chinesischen Provinz Guangdong vor.[1]
- Pogonia ophioglossoides (L.) Ker Gawl.: Sie kommt von Kanada bis zu den östlichen und zentralen Vereinigten Staaten vor.[1]
- Pogonia subalpina T.Yukawa & Y.Yamashita: Die 2017 erstbeschriebene Art kommt auf der japanischen Insel Honshu vor.[1]
- Pogonia trinervia (Roxb.) Voigt: Sie kommt auf den Molukken vor.[1]
- Pogonia yunnanensis Finet: Sie kommt vom südöstlichen Tibet bis zum westlichen Sichuan und zum nordwestlichen Yunnan vor.[1]

## Belege
Die Informationen dieses Artikels stammen überwiegend aus:
- Charles J. Sheviak, Paul M. Catling: Pogonia. In: Flora of North America Editorial Committee (Hrsg.): Flora of North America North of Mexico. Band 26. Oxford University Press, New York und Oxford 2002, S. 513 (eFloras.org [abgerufen am 25. April 2009]).
- Alec M. Pridgeon, Phillip Cribb, Mark W. Chase, Finn Rasmussen (Hrsg.): Genera Orchidacearum. Orchidoideae (Part 2). Vanilloideae. Band 3/2. Oxford University Press, New York und Oxford 2003, ISBN 0-19-850711-9, S. 294–297.
- Chen Xinqi, Stephan W. Gale, Phillip J. Cribb: Pogonia. In: Wu Zhengyi, Peter H. Raven, D. Y. Hong (Hrsg.): Flora of China. Band 25: Orchidaceae (Draft). Missouri Botanical Garden Press, St. Louis 2009, ISBN 978-1-930723-90-0, S. 172 (efloras.org [abgerufen am 25. April 2009]).